# Thermobehälter

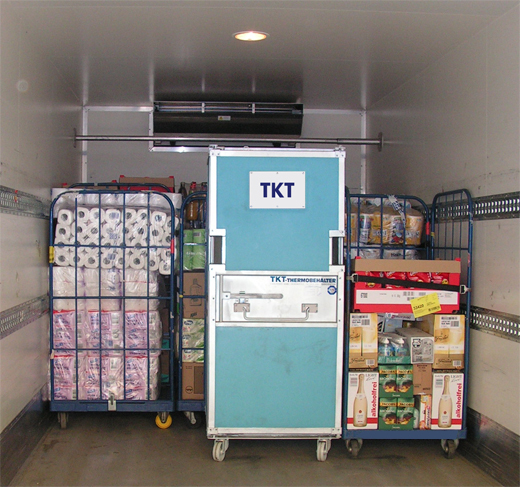
Thermobehälter auf einem LKW

Ein Thermobehälter (auch Isotainer genannt) dient zur Aufbewahrung und zum Transport von gekühlten oder gefrorenen Gütern. Ein Thermobehälter besitzt in der Regel keine aktive Kühlung. Die Waren im Thermobehälter werden entweder über Kühlplatten, CO2-Gas oder Trockeneis kühl gehalten. Der Transport ist aufgrund guter Isolierung damit bis zu 24 Stunden möglich. Dabei ist es besonders vorteilhaft, dass man keinen speziellen Kühltransporter mehr benötigt, sondern der Behälter einfach zusammen mit anderen Gütern auf einem LKW transportiert werden kann. Die Thermobehälter sind wie für den Lebensmitteltransport üblich nach ATP- und HACCP-Vorschriften zertifiziert.
Einsatzgebiete des Thermobehälters sind Lebensmittelketten, Bäckereien, Metzgereien oder auch Fischereien.